# Maija Isola
Maija Sofia Isola, född 15 mars 1927 i byn Arolammi utanför Riihimäki, död 3 mars 2001 i Riihimäki, var en finländsk textilkonstnär.
Maija Isola var den yngsta av tre döttrar till agronomen Mauno Isola och Toini Isola. Hon växte upp på familjens stora gård.
Hon utbildade sig på Konstindustriella läroverket i Helsingfors från 1946 för Arttu Brummer och Tapio Wirkkala och formgav därefter tryckt textil för Printex. Hon var också textilkonstnär inom finländsk konstruktivism och popkonst.  
Hon formgav flertalet av Marimekkos inredningstextilier under 1960-talet. Hon var verksam där mellan 1951 och 1987. Maija Isola finns representerad vid Nationalmuseum i Stockholm.
Hon gifte sig 1945 med Georg Leander och fick dottern Kristina Isola 1946. Hon gifte sig andra gången med målaren Jaakko Somersalo, och tredje gången med domaren Jorma Tissari 1959.